# SMS S 168
S 168 – niemiecki niszczyciel z okresu I wojny światowej. Okręt wyposażony był w dwa kotły parowe opalane węglem i jeden opalany ropą. 11 stycznia 1927 roku skreślony z listy floty i zezłomowany.